# Landry Shamet
Landry Michael Shamet (Kansas City, Misuri, 13 de marzo de 1997) es un baloncestista estadounidense que pertenece a la plantilla de los New York Knicks de la NBA. Con 1,93 metros de estatura, juega en la posición de escolta.

## Trayectoria deportiva

### Universidad

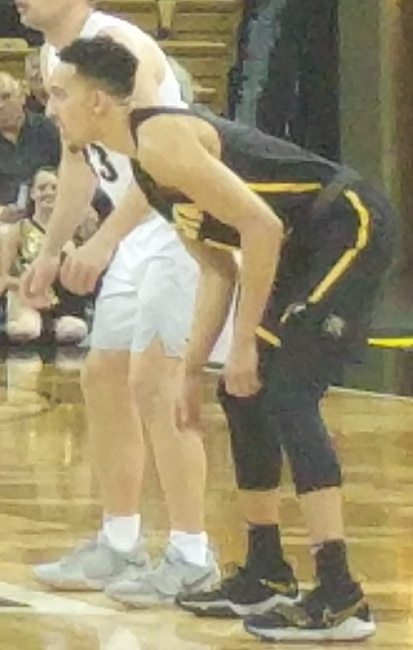
Shamet con Wichita State en 2018.

Jugó tres temporadas con los Shockers de la Universidad Estatal de Wichita, en las que promedió 12,9 puntos, 3,0 rebotes y 4,1 asistencias por partido. En su primera temporada solamente pudo disputar tres partidos debido a una lesión en el pie que le hizo perderse el resto.
En su primera temporada completa fue elegido Novato del Año de la Missouri Valley Conference e incluido en el mejor quinteto de la conferencia, mientras que al año siguiente, tras el cambio de conferencia de su universidad, fue incluido en el mejor quinteto de la American Athletic Conference.

#### Estadísticas
| Año     | Equipo        | PJ | PT | MPP  | %TC  | %3P  | %TL  | RPP | APP | ROB | TPP | PPP  |
| ------- | ------------- | -- | -- | ---- | ---- | ---- | ---- | --- | --- | --- | --- | ---- |
| 2015–16 | Wichita State | 3  | 1  | 17.7 | .438 | .300 | .750 | 2.7 | 1.7 | 1.7 | .3  | 8.7  |
| 2016–17 | Wichita State | 36 | 35 | 26.7 | .472 | .439 | .802 | 2.8 | 3.3 | .7  | .2  | 11.4 |
| 2017–18 | Wichita State | 32 | 32 | 31.7 | .489 | .442 | .825 | 3.2 | 5.2 | .7  | .2  | 14.9 |
| Total   | Total         | 71 | 68 | 28.6 | .480 | .437 | .811 | 3.0 | 4.1 | .8  | .2  | 12.9 |

### Profesional
Fue elegido en la vigésimo sexta posición del Draft de la NBA de 2018 por Philadelphia 76ers.
El 6 de febrero de 2019, es traspasado, junto a Wilson Chandler y Mike Muscala, a Los Angeles Clippers a cambio de Tobias Harris, Boban Marjanovic y Mike Scott.
Tras año y medio en Los Ángeles, el 18 de noviembre de 2020, es traspasado a Brooklyn Nets en un intercambio entre tres equipos.
El 29 de julio de 2021, durante la noche del draft de la NBA, se hace oficial su traspaso a Phoenix Suns a cambio de Jevon Carter.
El 18 de octubre de 2021, acuerda una extensión de contrato con los Suns por 4 años y $43 millones.
El 18 de junio de 2023 es traspasado a Washington Wizards, junto a Chris Paul, a cambio de Bradley Beal y Jordan Goodwin.
Tras una temporada en Washington, el 6 de julio de 2024, es cortado por los Wizards. El 14 de septiembre firma por New York Knicks, pero el 19 de octubre es cortado antes del inicio de la temporada.
El 26 de octubre de 2024 se une a los Westchester Knicks después de ser seleccionado en el Draft de la G League de 2024. El 23 de diciembre firmó con los New York Knicks.

## Estadísticas de su carrera en la NBA

### Temporada regular
| Año     | Equipo        | PJ  | PT | MPP  | %TC  | %3P  | %TL  | RPP | APP | ROB | TPP | PPP  |
| ------- | ------------- | --- | -- | ---- | ---- | ---- | ---- | --- | --- | --- | --- | ---- |
| 2018-19 | Philadelphia  | 54  | 4  | 20.5 | .441 | .404 | .815 | 1.4 | 1.1 | .4  | .1  | 8.3  |
| 2018-19 | L.A. Clippers | 25  | 23 | 27.8 | .414 | .450 | .795 | 2.2 | 2.3 | .5  | .1  | 10.9 |
| 2019-20 | L.A. Clippers | 53  | 30 | 27.4 | .404 | .375 | .855 | 1.9 | 1.9 | .4  | .2  | 9.3  |
| 2020-21 | Brooklyn      | 61  | 12 | 23.0 | .408 | .387 | .846 | 1.8 | 1.6 | .5  | .2  | 9.3  |
| 2021-22 | Phoenix       | 69  | 14 | 20.8 | .394 | .368 | .840 | 1.8 | 1.6 | .4  | .1  | 8.3  |
| 2022-23 | Phoenix       | 40  | 9  | 20.2 | .377 | .377 | .882 | 1.7 | 2.3 | .7  | .1  | 8.7  |
| 2023-24 | Washington    | 46  | 5  | 15.8 | .431 | .338 | .826 | 1.3 | 1.2 | .5  | .2  | 7.1  |
| 2024-25 | New York      | 50  | 0  | 15.2 | .461 | .397 | .667 | 1.2 | .5  | .5  | .0  | 5.7  |
| Total   | Total         | 398 | 97 | 21.1 | .413 | .385 | .833 | 1.7 | 1.5 | .5  | .1  | 8.3  |

### Playoffs
| Año   | Equipo        | PJ | PT | MPP  | %TC  | %3P  | %TL   | RPP | APP | ROB | TPP | PPP |
| ----- | ------------- | -- | -- | ---- | ---- | ---- | ----- | --- | --- | --- | --- | --- |
| 2019  | L.A. Clippers | 6  | 6  | 29.0 | .342 | .323 | 1.000 | 2.0 | 1.7 | 1.0 | .0  | 7.7 |
| 2020  | L.A. Clippers | 13 | 4  | 18.7 | .407 | .357 | .714  | 1.7 | 1.3 | .5  | .2  | 5.2 |
| 2021  | Brooklyn      | 12 | 0  | 17.2 | .439 | .385 | .800  | 1.8 | .6  | .4  | .1  | 4.2 |
| 2022  | Phoenix       | 12 | 0  | 16.0 | .396 | .346 | .714  | 1.7 | 1.3 | .5  | .0  | 4.3 |
| 2023  | Phoenix       | 10 | 1  | 18.4 | .378 | .379 | .750  | 1.7 | 1.1 | .2  | .1  | 4.8 |
| 2025  | New York      | 11 | 0  | 7.5  | .450 | .467 | .250  | .4  | .7  | .1  | .0  | 2.4 |
| Total | Total         | 64 | 11 | 16.9 | .399 | .367 | .757  | 1.5 | 1.1 | .4  | .1  | 4.5 |